# Santiago García (productor)
Santiago García Galván (Ciudad de México, 25 de julio de 1980) es productor de cine, fotógrafo y empresario mexicano. Ha producido y coproducido más de 80 títulos, incluyendo películas como La misma luna (2007), de Patricia Riggen; el documental Havanyork (2009), de Luciano Larobina; No sé si cortarme las venas o dejármelas largas (2013), de Manolo Caro; Desierto (2015), y Un cuento de circo & a love song (2016), de Demián Bichir, The Jesuit (2021), de Alfonso Pineda Ulloa,además de colaborar en producciones internacionales como Rápidos y Furiosos 8 (2017), con Vin Diesel y Dwayne Johnson, y Transformers 5 (The last Knight)(2017), con Mark Wahlberg y Josh Duhamel, parte del rodaje de ambas películas se llevó a cabo en La Habana, Cuba, contribuyendo a una histórica colaboración cultural entre Estados Unidos y Cuba.

## Biografía
Estudió Dirección de Cine y Artes Visuales y cursó la maestría en Negocios de la industria del entretenimiento en la Escuela Universitaria de Artes de Madrid (TAI). Participó como asistente de producción en la cinta Once Upon a Time in Mexico, de Robert Rodríguez, estrenada en 2003. En 2018, recibió un doctorado Honoris Causa del Instituto Americano Cultural por su contribución a la cultura en América Latina.
En 2010 fundó, con Alex García, la casa productora Itaca Films en México. 
Entre 2010 y 2015, Ítaca Films expandió sus operaciones a Brasil, Colombia y Estados Unidos, produciendo más de 80 títulos en estos países.
En 2019, con Fernando Pérez Gavilán, fundó la compañía Feel Good Films.
A partir de enero de 2025 fue incluido como Miembro Asociado en la Academia Mexicana de Artes y Ciencias Cinematográficas (AMACC).

## Trayectoria en cine
Entre 2006 y 2010 fue productor ejecutivo de cuatro películas: La misma Luna (2007), de Patricia Riggen, seleccionada para competir en el Festival de Cine de Sundance; el documental de Luciano Laborina, Havanyork (2009); Preludio (2010) con Ana Serradilla y Luis Arrieta; y Tequila: Historia de una Pasión (2011), de Sergio Sánchez, estrenada por Universal Pictures.
Entre 2010 y 2015, Ítaca Films expandió sus operaciones a Brasil, Colombia y Estados Unidos y se produjeron cintas como El cártel de los sapos (2011), de Carlos Moreno; Besos de azúcar, de Carlos Cuarón (2013); La Sangre de Dios, de Guillermo Arriaga (2014); las primeras tres películas del director mexicano Manolo Caro: No sé si cortarme las venas o dejármelas largas (2013); Amor de mis amores (2014) y Elvira, te daría mi vida pero la estoy usando (2015); Captive (2015), de Jerry Jameson y protagonizada por Kate Mara y David Oyelowo; Un cuento de circo & a love song (2016), de Demián Bichir; y en colaboración con Los Güeros Films, El cumple de la abuela (2016), del director Javier Colinas.
En 2014 colaboró en las cintas Volando bajo, de Beto Gómez; y Medeas, ópera prima del director italiano-estadounidense Andrea Pallaoro.
Participó como productor en las películas del director mexicano Alfonso Pineda Ulloa: Espectro (2013), con Paz Vega y Alfonso Herrera; y There Are No Saints, escrita por el guionista Paul Schrader (Taxi Driver y Raging Bull) y protagonizada por José María Yazpik, Paz Vega, Tim Roth, Brian Cox, Tommy Flanagan, Neal McDonough, Gustavo Sánchez Parra, Karla Souza, esta cinta fue producida en 2014 y se estrenó el 27 de mayo de 2022.
Como productor ejecutivo participó en el segundo largometraje de Jonas Cuarón, Desierto (2015), protagonizada por Gael García Bernal, y galardonada con el premio FIPRESCI en el Festival Internacional de Cine de Toronto y en los Premios Luminus de Canacine; y la comedia Hypnotized (2019), de Juan Curi.
Con Sony Pictures International Productions, Itaca Films produjo las cintas de comedia Guerra de Likes(2021), de Maria Ripoll, con Regina Blandón y Ludwika Paleta; A todas partes (2023), con Ana Serradilla y Mauricio Ochmann; y Tequila Re-pasado. Y con Patriot Pictures, Blackout y God is a Bullet, ambas cintas del director estadounidense Nick Cassavetes.
Con Fox Entertainment Studios, fue productor ejecutivo de Murder City (2023), de Michael D. Olmos.

## Televisión
En 2014 participó como productor asociado en la serie Crónica de Castas, dirigida por Daniel Giménez Cacho, de la cadena mexicana de televisión pública, Canal Once.
En 2016 produjo la primera temporada, de 12 episodios, de la serie de ficción Dios Inc. (2016), para HBO Latinoamérica.

## Fotografía
En 2017, en La Habana, recreó metáforas urbanas a partir del libro de Lewis Carol, Alicia en el país de las maravillas. La serie fotográfica El tiempo de Alicia se expuso por primera vez en el Museo Casa Benito Juárez de Cuba; posteriormente, en la galería Traeger & Pinto de la Ciudad de México. En 2019 la exposición fue llevada a la ciudad de Estambul, por invitación del embajador de México en Turquía, José Luis Martínez Hernández.

## Innovación en Tecnología y Educación
Pionero en la integración de la inteligencia artificial en la producción cinematográfica, fundó Synth Films y, en colaboración con TAI, lanzó FilmSchool.ai, una escuela en línea dedicada a la producción con IA.